# Cassiano Beligatti
Cassiano Beligatti, o Cassiano da Macerata, al secolo Giovanni Beligatti (Macerata, 1708 – Macerata, 1791), è stato un religioso e missionario italiano.
Frate cappuccino, fu missionario, dal 1738 al 1756, in Tibet, Nepal e Bengala.

## Biografia

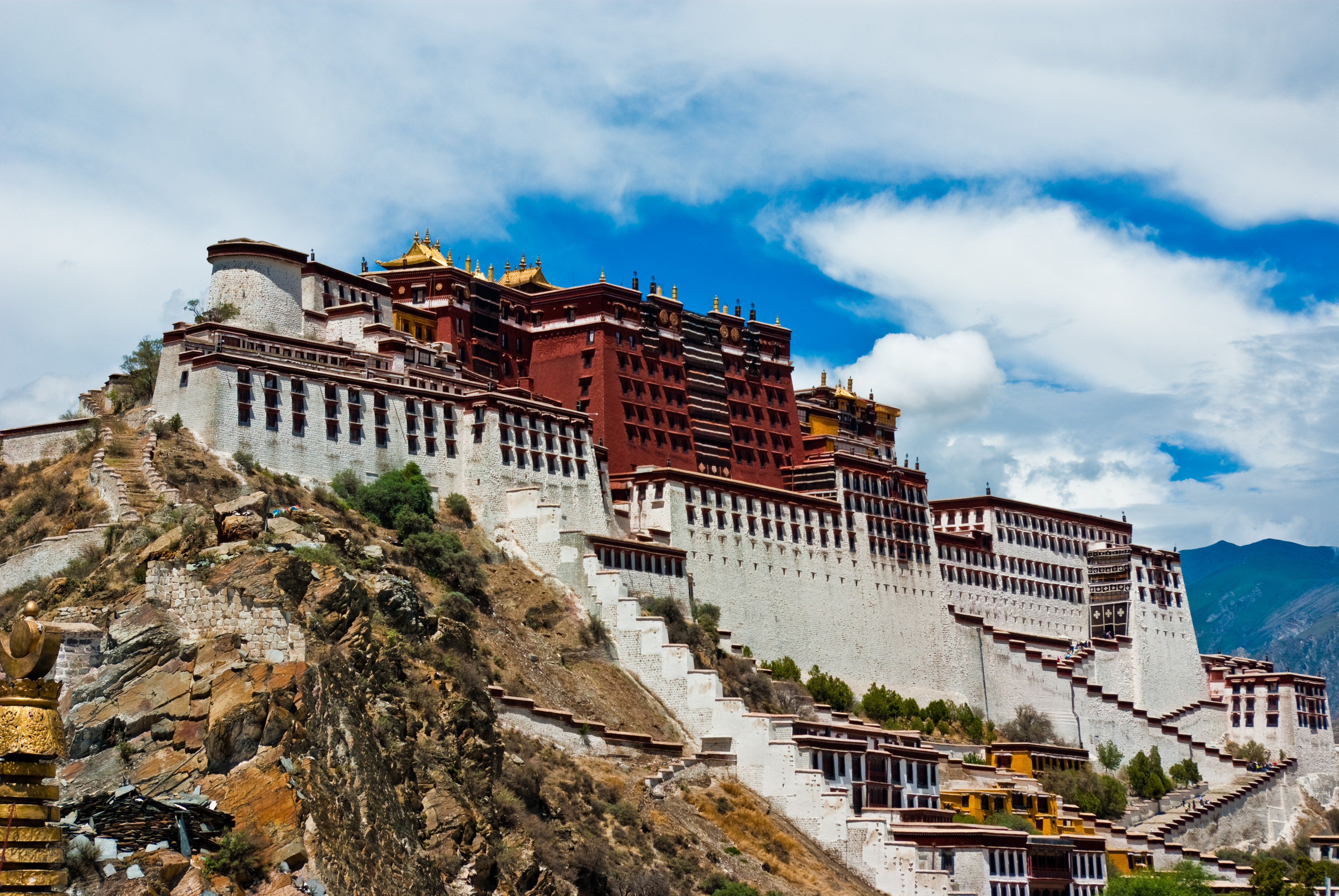
Lhasa: palazzo del Potala

Cassiano da Macerata, nome religioso di Giovanni Beligatti, nacque a Macerata nel 1708. A diciassette anni, nel 1725, entrò nell'ordine dei Cappuccini. Nel 1738 fu inviato missionario, insieme ad altri confratelli, nel Tibet, territorio affidato dalla Propaganda Fide ai cappuccini piceni. Dopo un lungo viaggio, passando per il Bengala e il Nepal e superando l'Himalaya, giunse a Lhasa, principale città del Tibet, agli inizi del 1741. Inizialmente i rapporti con il clero e le autorità locali furono buoni, anche se piuttosto modesti i frutti dell'evangelizzazione. L'anno successivo, nel 1742, furono revocati i permessi di culto e proselitismo della missione e padre Cassiano fu costretto a lasciare il Tibet.

Lo stato del Bihar nell'India nord orientale

Proseguì, quindi, la sua attività missionaria prima nel Nepal (1742-45) e poi nel Bengala e nel Bihar fino al 1756, quando, causa una malattia, fu costretto a ripartire per l'Europa e a stabilirsi nuovamente a Macerata. Il soggiorno nella città natale fu alternato con gli spostamenti a Roma ove, per volere del prefetto di Propaganda Fide, fu chiamato ad istruire i giovani missionari in partenza per l'India. Morì a ottantatré anni, nel 1791, nel convento dei cappuccini della città natale.
Cassiano fu autore di fondamentali opere storiche, etnografiche e linguistiche inerenti agli usi, i costumi e le religioni dei territori che lo videro missionario, opere in parte note, in parte ancora inedite, delle quali alcune sono conservate nella Biblioteca comunale Mozzi Borgetti di Macerata. 
Nel convento di Macerata fu il principale collaboratore di padre Agostino Antonio Giorgi nella redazione dell'Alphabetum Tibetanum, nel 1773 con Giovanni Cristofano Amaduzzi pubblicò, inoltre, l'Alphabetum tangutanum sive tibetanum.
Dal 2001 gli è stata intitolata la Biblioteca storica Cassiano Beligatti dei frati cappuccini di Macerata, specializzata nelle sezioni "Francescanesimo" e "Marche", costituitasi sui resti della biblioteca dell'antico convento cappuccino maceratese, organizzata proprio dal Beligatti.

## Opere
- Memorie istoriche delle virtù, viaggj, e fatiche del p. Giuseppe Maria de' Bernini da Gargnano cappuccino della provincia di Brescia ... scritte ad un amico dal p. Cassiano da Macerata stato suo compagno, e date alla luce con una prefazione di ragguaglio de' suoi primi anni ... con alcuni squarcj di sue lettere ... dal p. Silvio da Brescia del medesimo ordine, Verona, nella stamperia Moroni, 1767.
- (LA) Cassiano Beligatti, Alphabetum Brammahanicum seu Indostanum universitatis Kasi, Romæ, typis Sacrae Congregationis de Propaganda Fide, 1771. URL consultato l'11 giugno 2019.
- (LA) Cassiano Beligatti e Giovanni Cristofano Amaduzzi (a cura di), Alphabetum tangutanum sive tibetanum, Romæ, typis Sacrae Congregationis de Propaganda Fide, 1773. URL consultato l'11 giugno 2019.
- Viaggio in Tibet: 1738-1745. Padre Cassiano Beligatti, introduzione, trascrizione e note di Alberto Magnaghi, Milano, Il Polifilo, 2008. ISBN 88-7050-339-9.